# 1500 nella scienza
L'anno 1500 d.C. nella scienza e nella tecnologia includeva molti eventi, alcuni dei quali sono elencati qui.

## Astronomia
- 1-24 giugno – Johann Werner traccia il movimento di una cometa. È stato suggerito che questo fosse C/1861 J1.
- 5-6 novembre - Niccolò Copernico osserva un'eclissi lunare da Roma.

## Cartografia

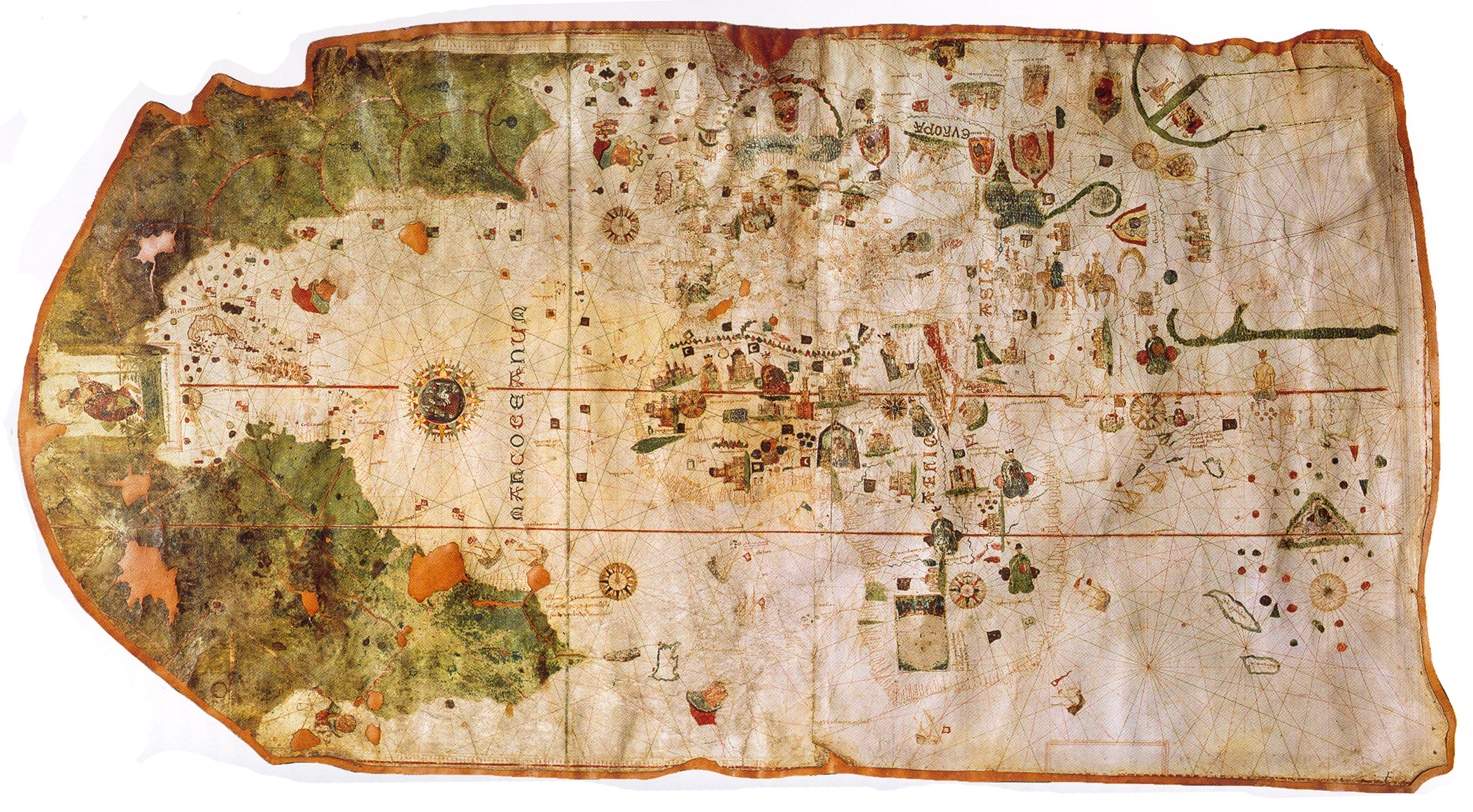
mappa di Juan de la Cosa

- Planisfero di Juan de la Cosa, il primo planisfero a mostrare le Americhe.[1]
- Data approssimativa – Johannes Stabius introduce la "proiezione di Werner".

## Crittografia
- Data approssimativa – Giovanni Tritemio di Spanheim scrive Steganographia ("scrittura nascosta").

## Scienze della Terra
- Leonardo da Vinci, trovando molti fossili nei cantieri di canali, propone che i gusci fossili di animali marini si trovino sulle montagne perché la Terra subisce trasformazioni che fanno sì che le aree una volta sommerse vengano esposte.

## Esplorazione
- 9 marzo-22 aprile - La spedizione di Pedro Álvares Cabral, con tredici caravelle, naviga da Lisbona al Brasile, che rivendica per il Portogallo.[2]
- 10 agosto (Giorno di San Lorenzo) – Diogo Dias diventa il primo europeo a vedere l'isola del Madagascar (che chiama São Lourenço).
- Alonso de Ojeda e Amerigo Vespucci tornano in Spagna dalla loro spedizione in Venezuela.[2]

## Medicina
- Data approssimativa – Jakob Nufer, presumibilmente esegue il primo taglio cesareo registrato con successo su una donna vivente.[2]

## Farmaceutica
- Il Liber de arte distillandi de simplecibus di Hieronymus Brunschwygk, noto come il "Piccolo Libro (della Distillazione)", descrive le erbe medicinali e la costruzione di alambicco per la loro lavorazione.[2][3] Pubblicherà il suo "Grande Libro", che tratta gli stessi argomenti, nel 1512.

## Tecnologia
- Leonardo da Vinci disegna un moschetto a pistola a ruota, la prima apparizione conosciuta di questo tipo di accensione, in cui un meccanismo a molla fa sì che un cricchetto colpisca scintille da ferro e piriti o selce. Sarà in uso, sostituendo l'accensione del fiammifero, circa 15 anni dopo. A questa data, ha anche progettato il primo elicottero (anche se è probabilmente non funzionante).[4]
- La difesa di Pisa dimostra l'efficacia della forma di fortificazione trace italiane.
- Ottaviano Petrucci stampa musica con caratteri mobili a Venezia.[2]

## Nascite
- Hernando de Alarcón, navigatore spagnolo (m. 1541)
- Ruy López de Villalobos, esploratore spagnolo (morto nel 1546)
- Pierre Desceliers, cartografo francese (morto nel 1558)
- Ambrosius Ehinger, esploratore bavarese del Sud America (c. 1533)
- Bartolomeo Maranta, medico e botanico italiano (morto nel 1571)
- Paarangot Jyeshtadevan Namboodiri, matematico e astronomo del Kerala (morto nel 1610)
- Niccolò Fontana Tartaglia, matematico italiano (m. 1557)
- Nicolò di Nale (Morto nel 1587), matematico, poeta e drammaturgo croato.

## Morti
- 29 maggio - Bartolomeo Dias, esploratore portoghese (annegato in mare) [2]
- Giorgio Valla (nato nel 1447), umanista, scrittore e matematico italiano.